# Hipsogastròpodes
Els hipsogastròpodes (Hypsogastropoda) són un subordre de gastròpodes de l'ordre Sorbeoconcha.

## Infraordres
- Littorinimorpha
- Neogastropoda
- Ptenoglossa